# Marianne Rodenstein
Marianne Rodenstein (* 28. Juni 1942 in Braunschweig) ist eine deutsche Soziologin und Stadt- und Geschlechterforscherin.

## Leben
Nach dem Abitur studierte sie Soziologie, Volkswirtschaft und Wirtschaftsgeschichte in München und Berlin. 1968 machte sie ihren Abschluss als Diplom-Soziologin an der Ludwig-Maximilians-Universität in München. Dort begründete sie die Arbeitsstelle für verkehrssoziologische Forschung e. V. mit. Am Max-Planck-Institut zur Erforschung der Lebensbedingungen der wissenschaftlich-technischen Welt (Abteilung Habermas) in Starnberg erhielt sie ein Forschungs- und Promotionsstudium. 1976 promovierte Rodenstein zum Dr. rer. pol. an der Ludwig-Maximilians-Universität in München. 1979–1984 arbeitete sie als wissenschaftliche Mitarbeiterin am Institut für Stadt- und Regionalplanung der TU Berlin, wo sie 1986 habilitierte. Dort war sie Mitbegründerin des Berliner Instituts für Sozialforschung und sozialwissenschaftliche Praxis e. V. Ihre universitären Forschungs- und Lehrgebiete beinhalten die Stadtplanungstheorie und -geschichte, Stadt und Gesundheit, sowie feministische Stadtplanung als auch Kommunal-, Frauen- und Sozialpolitik. 1988 bis zu ihrer Pensionierung 2007 war sie Professorin für Soziologie und Sozialpolitik mit dem Schwerpunkt Stadt-, Gemeinde- und Regionalsoziologie an der Goethe-Universität Frankfurt am Main. 
Von 1991 bis 1993 fungierte sie als Sprecherin der Sektion Stadt- und Regionalsoziologie der Deutschen Gesellschaft für Soziologie. Außerdem betätigte sie sich seit 1991 mehrfach als Vorstandsmitglied der Feministischen Organisation von Planerinnen und Architektinnen Rhein-Main. Als Vorstandsmitglied des Frankfurter Instituts für Frauenforschung arbeitete sie von 1994 bis 2000.
1997 bis 2003 war Rodenstein außerdem als Beiratsmitglied und Gutachterin im Forschungsverbund „Niedersächsischer Forschungsverbund für Frauen-/Geschlechterforschung in Naturwissenschaft, Technik und Medizin“ tätig.
Dieser ist auf Initiative des niedersächsischen Ministeriums für Wissenschaft und Kultur entstanden und soll in den Naturwissenschaftsbereichen die Frauen- und Geschlechterforschung fördern.

## Werk
In den 1970 bis 1990er Jahren hat Rodenstein eine Reihe von neuen Forschungsgebieten in Aufsätzen und Büchern mitangestoßen und zu ihrer Verbreitung beigetragen. Dazu gehören die empirische Verkehrsforschung (1971), die feministische Stadtforschung (1994), die Frauengesundheitsforschung (1982) und die Verbindung von Stadt(planung) und Gesundheit (1988, 1996). Mit dem Wechsel an die Universität in Frankfurt am Main kam die soziologische Beschäftigung mit Hochhäusern hinzu. Die Hochhausforschung führte sie zur vergleichenden Stadtforschung, über die sich Besonderheiten in den Städten erschließen lassen. Ihr Fokus liegt dabei auf Frankfurt am Main.
Marianne Rodenstein war bis 2017 Mitherausgeberin der 1991 gegründeten Schriftenreihe "Stadt, Raum und Gesellschaft", in der sozialwissenschaftliche Analysen zur Stadt- und Raumentwicklung (aktuelle und historische Darstellungen von Stadtentwicklungsprozessen im gesellschaftlichen Kontext) veröffentlicht werden.

## Schriften (Auswahl)

### Als Autorin
Bücher
- (Hg.) Das räumliche Arrangement der Geschlechter. Kulturelle Differenzen und Konflikte. trafo verlag, Berlin 2006, ISBN 3-89626-551-2.
- (Hg.) Hochhäuser in Deutschland. Zukunft oder Ruin der Städte. Kohlhammer, Stuttgart u. a. 2000, ISBN 3-17-016274-8 / Springer Vieweg, ISBN 978-3-322-99951-1 (Online)
- (Hg.) Wie sicher ist die soziale Sicherung? Mit Barbara Riedmüller. Suhrkamp, Frankfurt am Main 1989.
- Wege zur nicht-sexistischen Stadt. Architektinnen und Planerinnen in den USA. Kore, Freiburg/B. 1994, ISBN 3-926023-49-X.
- Stadt und Raum. Soziogische Analysen. Mit Hartmut Häußermann, Detlev Ipsen, Thomas Krämer-Badoni, Dieter Läpple, Walter Siebel. Band 1 der Reihe Stadt, Raum, Gesellschaft. Centaurus, Pfaffenweiler 1991, ISBN 3-89085-552-0.
- „Mehr Licht, mehr Luft!“ Gesundheitskonzepte im Städtebau seit 1750. Campus, Frankfurt am Main / New York 1988, ISBN 3-593-33911-0 (zugleich Habilitation an der TU Berlin 1988).
- Sozialpolitik als soziale Kontrolle. Mit Tim Guldimann, Ulrich Rödel, Frank Stille. Starnberger Studien, 2. Suhrkamp, Frankfurt am Main 1978, ISBN 3-518-10963-4.
- Bürgerinitiativen und politisches System. Eine Auseinandersetzung mit soziologischen Legitimationstheorien. Focus Verlag, Gießen 1978 (zugleich Dissertation, Universität München) ISBN 3-920352-78-5.
- Die Kommune in der Staatsorganisation. Mit Rainer Emenlauer, Thomas Krämer-Badoni, Herbert Grymer. Suhrkamp, Frankfurt am Main 1974, ISBN 3-518-00680-0.
- Zur sozio-ökonomischen Bedeutung des Automobils. Mit Thomas Krämer-Badoni, Herbert Grymer. Edition Suhrkamp 540, Frankfurt am Main (ohne ISBN)

Aufsätze
- Was verbindet uns heute mit der Romantik? Gesellschaftliche Umwertungen der Romantik seit 1945. Vortrag im Arkadensaal des Freien Deutschen Hochstiftes am 5. Oktober 2021 auf Einladung des Kuratoriums Kulturelles Frankfurt.
- Rekonstruktion und soziales Gedächtnis – wie Erinnerungen unsere Städte verändern. In: Norbert Gestring, Jan Wehrheim (Hrsg.): Urbanität im 21. Jahrhundert. Campus, Frankfurt am Main / New York 2018, ISBN 978-3-593-50970-9, S. 237–255.
- Eine Utopie von gestern – Haydens nicht-sexistische Stadt. In: sub/urban. Zeitschrift für kritische Stadtforschung. 2017. Band 5, Heft 3, S. 93–100, ISSN 2197-2567
- Vom Herrenhaus zum bürgerlichen Ruhesitz. Die ersten klassizistischen Villen bei Berlin, Altona und Hamburg. In: Forum Stadt. Heft 3/2018, S. 2011–228, ISSN 2192-8924
- „Hexenprozesse“ in Frankfurt am Main- ein vergessenes „Ruhmesblatt“ der Stadt? In: Evelyn Brockhoff, Ursula Kern (Hrsg.): Frankfurter Frauengeschichte(n). Societätsverlag, Frankfurt am Main 2017, ISBN 978-3-95542-275-2, S. 10–28.
- „Mainhatten“ und Manhattan. Frankfurter Hochhäuser und der Einfluss aus Amerika. In: Forum Stadt. Heft 2/2015, S. 131–150, ISSN 2192-8924
- Stadtgesellschaft: Was ein Begriff über die Wirklichkeit unserer Städte aussagt! In: Forum Stadt. Heft 1/2013, S. 5–20, ISSN 2192-8924
- Stadtplanung und Gesundheit – ein Rückblick auf Theorie und Praxis. In: Christa Böhme, Christa Kliemke, Bettina Reimann, Waldemar Süß (Hrsg.): Handbuch Stadtplanung und Gesundheit. Huber, Bern 2012, ISBN 978-3-456-85044-3, S. 15–25.
- Forgetting and Remembering: Frankfurt‘ Altstadt after Second World War. In: Tovi Fenster, Haim Yacobi (Hrsg.): Remembering, Forgetting and City Builders. Ashgate, Farnham 2010, ISBN 978-1-4094-0667-9, S. 159–174.
- Feministische Stadt- und Regionalforschung. Ein Überblick über Stand, aktuelle Probleme und Entwicklungsmöglichkeiten. In: Kerstin Dörhöfer (Hrsg.): Stadt-Land-Frau. Kore Verlag, Freiburg i. Br. 1990, ISBN 3-926023-80-5, S. 199–228.
- Somatische Kultur und Gebärpolitik – Tendenzen in der Gesundheitspolitik für Frauen. In: Ilona Kickbusch, Barbara Riedmüller (Hrsg.): Die armen Frauen, Frauen und Sozialpolitik. Suhrkamp, Frankfurt am Main 1984, 103–134, ISBN 3-518-11156-6.